# Tiurikowskaja
Tiurikowskaja (ros. Тюриковская) – wieś w Rosji, w rejonie wożegodskim obwodu wołogodzkiego. W 2010 r. liczyła 15 mieszkańców.